# Ana Varela Tafur
Ana Denise Varela Tafur (Iquitos, 15 de junio de 1963) es una poeta peruana perteneciente a la llamada Generación del 90. Miembro integrante del Grupo Urcututu, ha sido ganadora del Premio Copé de Poesía en 1991.

## Biografía
Nació el 15 de junio de 1963 en la ciudad de Iquitos. Es hija de Luis Alberto Varela Lozano y Teolina Tafur Pasmiño, ambos naturales de Loreto. En 1968 comenzó su educación formal en el Jardín de Infancia Emilia Barcía Boniffatti (primer jardín estatal de Iquitos) para luego continuar la educación primaria en el Colegio República Alemana Unificada y el Colegio Parroquial Nuestra Señora de Loreto. Entre 1975 y 1979 estudió en el Colegio Secundario Sagrado Corazón. 
Su acercamiento a la literatura se inició por medio de la escritura de diarios en los que transcribía sus vivencias y en 1980 ingresó a la Facultad de Ciencias de la Educación y Humanidades de la Universidad Nacional de la Amazonía Peruana (UNAP) para cursar estudios Ingeniería Química y posteriormente de Lengua y Literatura. 
En 1983 fue convocada, junto a los poetas Carlos Reyes Ramírez y Percy Vílchez Vela, a formar parte del grupo Urcututu, colectivo cultural que reunía pintores, teatristas y escritores loretanos que tenían por objetivo la reafirmación de la identidad amazónica y la denuncia social de las diferentes problemáticas sufridas por la Amazonía en su contexto histórico.
En 1988 se le encargó la dirección de “Bubinzana”, la sección cultural de la Revista Proceso del poeta y editor loretano Javier Dávila Durand. Posteriormente, dirigió la Revista Cultural Varadero y colaboró con el Semanario Kanatari de Iquitos.
En 1989 participó del proyecto de investigación "Diagnóstico de la situación de la mujer" del Centro Cultural Francisco Izquierdo Ríos dirigido por la educadora Marina Díaz Guzmán, que le permitió viajar por las cuencas de los ríos Marañón, Huallaga y Amazonas. Esta experiencia fortaleció su vínculo con la Amazonía que más adelante se verá reflejado en su creación literaria.
En 1991 publicó en Lima su primer libro “El sol despedazado”, escrito al alimón con el poeta Percy Vílchez Vela bajo el sello de la editorial Proceso dirigida por Javier Dávila Durand. Ese mismo año obtiene el Premio Copé de Oro en la V Bienal de Poesía Premio Copé con su libro “Lo que no veo en visiones”, convirtiéndose en la primera mujer en obtener dicho galardón y en una representante de la literatura amazónica. 
En 1995, luego de graduarse como Bachiller en la especialidad de Lengua y Literatura, inició su trabajo como Jefa de Prácticas en el Departamento de Lengua y Literatura de la Facultad de Educación de la UNAP y para el año 2000, organizó los Juegos Florales de su alma mater en las categorías de poesía y cuento. 
A partir de 1996 obtuvo becas que le permitieron viajar a Israel, Egipto, Jordania, Francia, Holanda, Portugal, Bélgica, Cuba, México, Brasil y EE. UU. Sus poemas son incluidos en diversas revistas internacionales como Diálogo, The Dirty Goat, Literary Amazonia y Amazonian Literary Review y participó en encuentros diversos fuera del país.
Sus dos últimos poemarios fueron publicados en Iquitos, su ciudad natal: “Voces desde la orilla” y “Dama en el escenario” en los años 2000 y 2001 respectivamente. En 2002 dirigió el Instituto Nacional de Cultura de Loreto (actual Oficina Desconcentrada en Loreto del Ministerio de Cultura) y al año siguiente viajó a California en donde trabajó como maestra y tutora de español en diversos centros educativos como el Berkeley City College. 
En 2010 inició sus estudios de Maestría en Literatura Española y Latinoamericana en la Universidad de California en Davis, en donde actualmente cursa el programa de doctorado de Literatura Latinoamericana. 
En agosto del año 2019 se realizó la reedición del poemario “Voces desde la orilla” en formato cartonero bajo el sello de la editorial Lumpérica Cartonera. 
En coautoría con el escritor Leopoldo Bernucci, en 2020 publicó el libro "Benjamin Saldaña Rocca: Prensa y denuncia en la amazonía cauchera" que recopila gran parte del trabajo realizado por Benjamín Manuel Saldaña Rocca de Vergallo, escritor y periodista limeño que realizó denuncias en los diarios La Sanción y La Felpa contra el empresario cauchero Julio César Arana por los terribles crímenes cometidos durante la llamada fiebre del caucho en la región amazónica. El libro reúne 42 números del diario La Sanción y 18 números del diario La Felpa que ponen en evidencia los vejámenes ocurridos en la "Casa Arana", empresa que luego se convertiría en la Peruvian Amazon Company. 
En 2021, poemas de Ana Varela fueron incluidos en Luvina. Luces de Perú, revista que la Universidad de Guadalajara dedicó a la literatura peruana en el marco de realización de la Feria Internacional del Libro de Guadalajara que tuvo a Perú como país invitado de honor. El septiembre del mismo año, se presentó el Mapa de Escritoras Peruanas, un proyecto que recoje y difunde el trabajo de reconocidas escritoras peruanas en el cual se incluyó el trabajo de Ana Varela Tafur junto a otras veinticuatro escritoras de diversos géneros literarios. 
En 2022, una selección de sus poemas fueron incluidos en Contratiempo. Revista de poesía de Chicago que promueve y resalta los aportes culturales de la población hispanohablante de Estados Unidos. A inicios de abril, presentó en Iquitos el poemario "Estancias de Emilia Tangoa" junto al poeta Carlos Ramírez Reyes, quien presentó a su vez, el libro "Ukamara, ojo de serpiente". El 23 de octubre de 2023, el Ministerio de Cultura anunció a los autores ganadores del Premio Nacional de Literatura 2023, resultando como ganador, en la categoría de Poesía, el libro Estancias de Emilia Tangoa de Ana Varela Tafur.

## Grupo Urcututu
El Grupo Cultural Urcututu -llamado así en alusión al sonido onomatopéyico del búho, ave de la sabiduría- nació en 1979 como una agrupación teatral bajo la dirección del actor y director cusqueño Manuel Luna Mendoza y reunía a pintores, teatristas y escritores loretanos que tenían por objetivo la reafirmación de la identidad de los pueblos amazónicos, la recuperación de la tradición mítica y la denuncia social de las diferentes problemáticas sufridas por las comunidades amazónicas en su contexto histórico como la explotación del caucho, la extracción petrolera, el cultivo de la coca, la tala indiscriminada de la vegetación, la depredación de la fauna, la contaminación de los ríos y las múltiples consecuencias del calentamiento climático.
En 1982, el grupo pone en escena la obra colectiva “Llanto Verde de 1900” actuada por Manuel Luna y Pedro Vargas Rojas. La historia, basada en el genocidio sufrido por los indígenas huitotos y boras durante de la época del caucho, mostraba una visión histórica de la explotación de los recursos naturales de la Amazonía y de la mano de obra de los nativos en los pozos petroleros. El grupo realizó diversas presentaciones no solo en el Aula Magna de la Universidad Nacional de la Amazonía Peruana sino también en colegios, locales comunales, pueblos y caseríos en donde además de la puesta en escena de la obra se realizaban recitales de poesía y actividades culturales diversas de convocatoria masiva.
En 1984, los poetas Ana Varela Tafur, Percy Vílchez Vela y Carlos Reyes Ramírez editan la revista Carachama (en homenaje al típico pez de la selva) en un formato pequeño y sencillo, impreso en papel bond, en el que publicaron sus primeros textos literarios y diversos artículos relacionados con la cultura amazónica en general. Entre 1984 y 1985 se editaron seis números. 
En octubre de 1984, circularon el 1° manifiesto político estético del grupo Urcututu titulado “La mirada del búho” firmado por sus integrantes Ana Varela Tafur, Percy Vílchez Vela, Manuel Luna Mendoza, Humberto Saavedra Montalván, Carlos Reyes Ramírez, Pedro Vargas Rojas y Samuel Coriat Navas en donde expresan su preocupación por la situación de la Amazonía y reafirman su apuesta por la revalorización de su patrimonio cultural y el refuerzo de su identidad por medio del arte. El grupo se mantuvo firme durante la década del 80 y en 1991 se lanzó el segundo manifiesto, llamado “La mirada del búho II” en donde siguen proponiendo la integración de la Amazonía en el concepto colectivo y cultural de la nación. 
El último manifiesto presentado en agosto de 2019 por los poetas Ana Varela Tafur, Percy Vílchez Vela y Carlos Reyes Ramírez, actuales integrantes del Grupo Cultural Urcututu, reafirma la preocupación por la situación eco ambiental de la Amazonía en su totalidad; y ratifica la lucha del colectivo contra todo tipo de abuso, explotación y destrucción del ecosistema poniendo en evidencia, una vez más, su apuesta por el arte y la cultura como generadores de cambio.
```
"En apariencia, no hay futuro ni porvenir, y todo parece condenado al fracaso. Por ello, hoy más que nunca, es urgente expandir la dimensión de la esperanza y de la utopía para sostener la vida en un ámbito de respeto mutuo que desafíe el presente. Entonces, es posible, desde este hoy lamentable, desde el fondo de las variadas carencias, avizorar el futuro, donde la poesía cumpla un papel denunciador y proclame la preservación de la belleza y la justicia. Porque el verbo poético, la palabra oral o la escrita en el poema, es una fuente de revelación y de salvación, imaginando así un mundo posible emancipado de sus traumas"
```

MANIFIESTO DEL GRUPO URCUTUTU. Agosto, 2019

(Ana Varela, Carlos Reyes y Percy Vilchez).

## La poesía de Ana Varela
La investigadora Ana Molina Campodónico establece para la poesía amazónica peruana tres momentos definidos: la poesía mestiza del tardío romanticismo, la poesía moderna de compromiso social representada por Germán Lequerica y la poesía mítico-social del Grupo Urcututu representada por Ana Varela, Carlos Reyes y Percy Vilchez. La característica de la creación poética desarrollada por los urcututus sería principalmente la búsqueda de una voz auténtica afín a su compromiso político por medio de la sensibilidad mágica y la reafirmación de la tradición mítica propia de la cosmovisión amazónica.
La poética del grupo Urcututu se inserta en la última etapa socioeconómica de la Amazonía caracterizada por la extracción de materias primas, especialmente el petróleo y la coca, razón por la que desarrolla una poesía fundamentalmente social y de denuncia latente contra las actividades destructoras del medio ambiente y la explotación de sus recursos y habitantes. 
En el libro "Lo que no veo en visiones", Varela nos muestra la nostalgia y el dolor de la pérdida que sufre el habitante amazónico:
```
"Son muchos los árboles donde habitó la tortura y vastos los bosques comprados entre mil muertes"
```

(Poema Timareo. Del libro "Lo que no veo en visiones". Ana Varela)
```
"El desbosque demoró incendios interminables y las ilusiones se aventaban desde las palmas aceiteras"
```

(Poema Santa Cecilia. Del libro "Lo que no veo en visiones". Ana Varela)
La perspectiva de género se encuentra presente en sus textos aunque “enriquecida por la cosmovisión amazónica en que la fuerza generatriz de la naturaleza es femenina”. Si bien en algunos textos se desliza explícitamente un deseo de emancipación femenina y de celebración del cuerpo, este proyecto se inserta dentro de otro más grande que pretende reafirmar la identidad amazónica en general. El estudio realizado por Molina sintetiza el análisis sobre la obra de Varela en lo que ha denominado ecofeminismo mítico, pues en su creación confluyen lo femenino, lo ecológico y sobre todo lo mítico-histórico.
Para el investigador Alberto Valdivia Baselli, la poética de Ana Varela es la mejor representante del espacio de la "memoria colectiva desde entornos no urbanos" presente en la poesía escrita por mujeres en la generación del 90. Se trata de una poetización de la realidad amazónica para poder denunciarla desde lo sensible. Los siguientes libros de Varela siguen desarrollando una poética social con ciertas particularidades. Voces desde la orilla se concentra en la reivindicación de las raíces étnicas de la Amazonía (el libro está dedicado a la memoria de su abuela que pertenecía a la etnia huitota y cuya comunidad fue exterminada totalmente en la época del caucho) y continúa el cuestionamiento frente a las desigualdades e imposturas sociales. 
Por otra parte, los poemas de Dama en el escenario encajan perfectamente en la tendencia dominante de la poesía femenina desarrollada por las escritoras de la generación del 90 al cuestionar los roles sexuales tradicionales y buscar una reafirmación de lo femenino, sin embargo en este intento por descubrir la sexualidad a través de la celebración del cuerpo hay implícita una reivindicación de género que va mutando hacia una reivindicación social generalizada.

## Obras

### Poesía
- El sol despedazado (Proceso Editores, Lima, 1991) en coautoría con Percy Vilchez
- Lo que no veo en visiones (Ediciones Copé, Lima, 1992)
- Voces desde la orilla (Colección Urcututu Ediciones, Iquitos, 2000)
- Dama en el escenario (Editora Regional, Iquitos, 2001)
- Estancias de Emilia Tangoa (Pakarina Ediciones, 2022)

### Investigación
- Benjamín Saldaña Rocca. Prensa y denuncia en la Amazonía cauchera. Leopoldo Bernucci & Ana Varela Tafur, eds. (Pakarina Ediciones, 2020). Archivo de textos selectos de los periódicos "La Sanción" y "La Felpa" con un ensayo introductorio de ambos editores.

- El río deja de ser. Introducción al estudio de la historia y la cultura contemporánea de la Amazonía peruana. Molina Campodónico, Ana, Varela Tafur, Ana, y Jorge Lossio Chávez. (Pontificia Universidad Católica del Perú, 2020)

### Antologías
La poesía de Ana Varela Tafur ha sido incluida en las siguientes publicaciones:
- Más allá de las fronteras (Ediciones Nuevo Espacio USA, 2004)
- Plumas de afrodita. Una mirada a la poeta peruana del siglo XX (Editorial San Marcos, Lima, 2004)
- ¡Más aplausos para la lluvia! Antología de poesía amazónica reciente (Tierra nueva Ediciones, Iquitos, 2010)
- En tierras del cóndor (Taller de Edición Rocca, Bogotá, 2014)
- Allí donde canta el viento. Antología de literatura amazónica (Casa de la Literatura Peruana, Lima, 2019)
- Volteando el siglo. 25 poetas peruanos. Selección y edición de Giancarla Di Laura. (Casa de las Américas, 2020)

### Ensayo
- La prensa de Benjamín Saldaña Rocca: Una aproximación al discurso de Manuel González Prada durante el boom del caucho peruano. (In América Crítica Vol. 1, no 1, 2017. pp. 95-108.)

## Premios
- 1991 - Premio Copé de Oro en la V Bienal Premio Copé de Poesía
- 1996 – Becaria del Programa Aschberg para Artistas de la UNESCO en Mishkenot Sha’ananim, Jerusalén
- 1998 – Becaria de la Agencia Española de Cooperación Internacional, AECI, Madrid
- 2023 - Premio Nacional de Literatura en la Categoría de Poesía

## Homenajes
- 2014 - Exposición biográfica «Inspiraciones. Premio y vida a la poesía», homenaje a Ana Varela Tafur y Carlos Reyes Ramírez[21]
- 2014 - Documental “Literatura amazónica. Homenaje a los poetas Carlos Reyes y Ana Varela”, realizado por Tierra Nueva editores[22]